# Ariel Atom
El Ariel Atom es un automóvil deportivo de altas prestaciones fabricado por la compañía Ariel Motor Company, con base en Somerset, Inglaterra. Este coche también es fabricado bajo licencia en los Estados Unidos por TMI AutoTech Inc, y distribuido en diferentes países por importadores exclusivos: en México "UK Supercars" o en España "Arielmotor"  es el distribuidor exclusivo.
El Ariel Atom destaca por su alta potencia pero sobre todo por su bajo peso, ya que este coche apenas pesa 456 kg; "Si no es imprescindible, no está": esta es la máxima que han utilizado los ingenieros de Ariel Motor Company para desarrollar el Atom, un modelo de altas prestaciones, pero con una mecánica aparentemente modesta. Esto le permite enfrentarse con vehículos de altas prestaciones, no por su velocidad, ya que solo cuenta de una punta máxima de 249 km/h en su versión más alta, pero sí por su aceleración, ya que alcanza los 100 km/h en 2,7 s.  Por estas razones el Ariel Atom puede enfrentarse con Ferrari, Porsche, Lamborghini y otros "superdeportivos". 
Hasta el momento se han desarrollado 3 versiones de este peculiar coche:
- Ariel Atom,
- Ariel Atom 2
- Ariel Atom 3, de la que existen dos ediciones especiales:
  - Ariel Atom Mugen
  - Ariel Atom V8.

## Galería

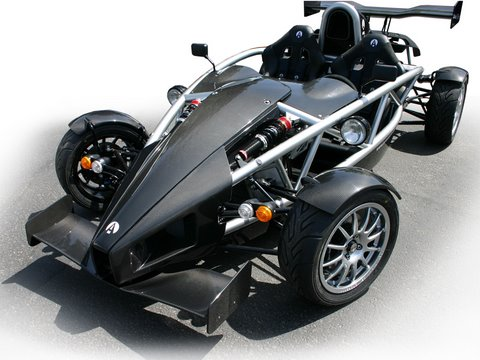
Ariel Atom.
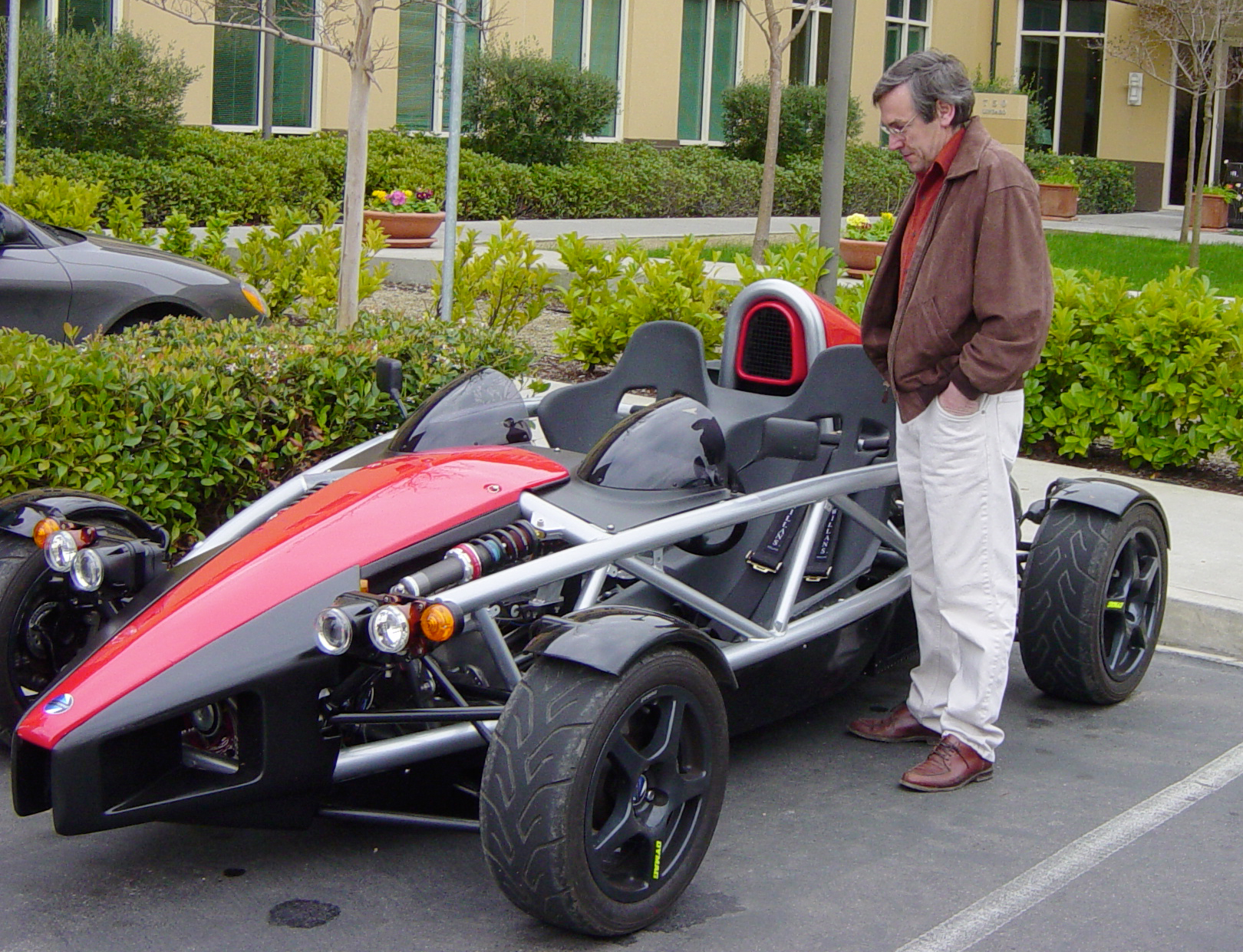
Ariel Atom.
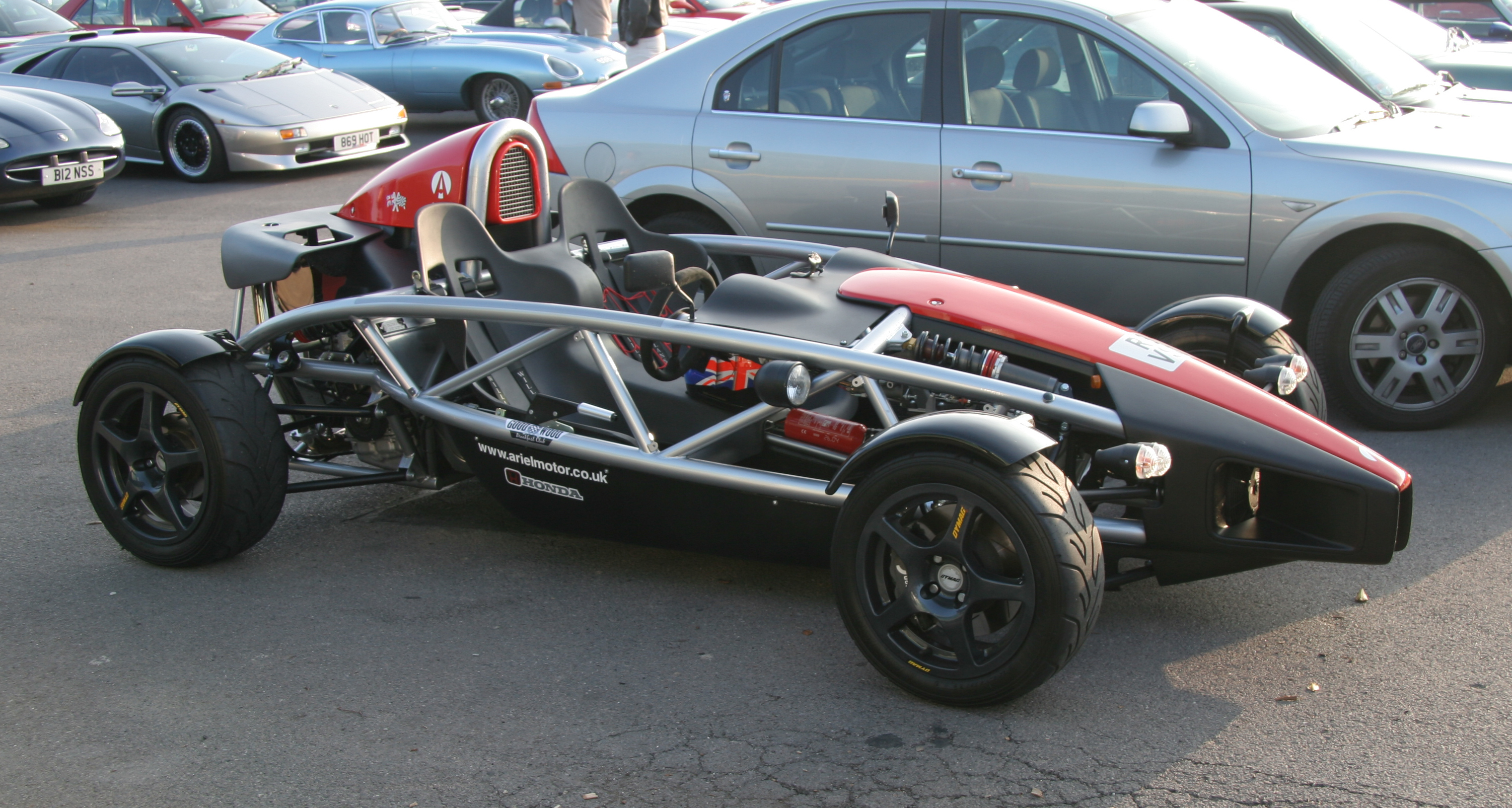
Ariel Atom.
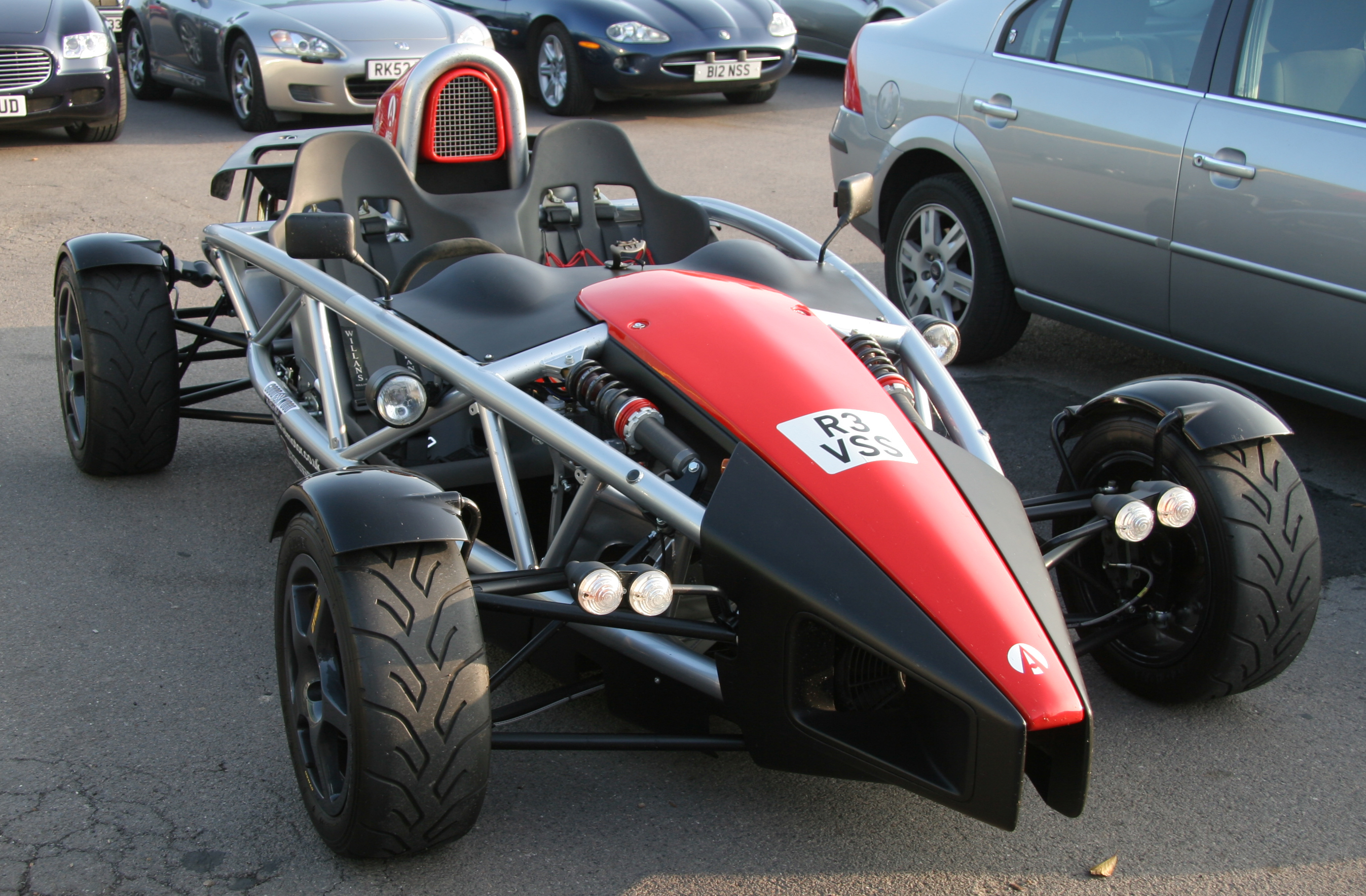
Ariel Atom.
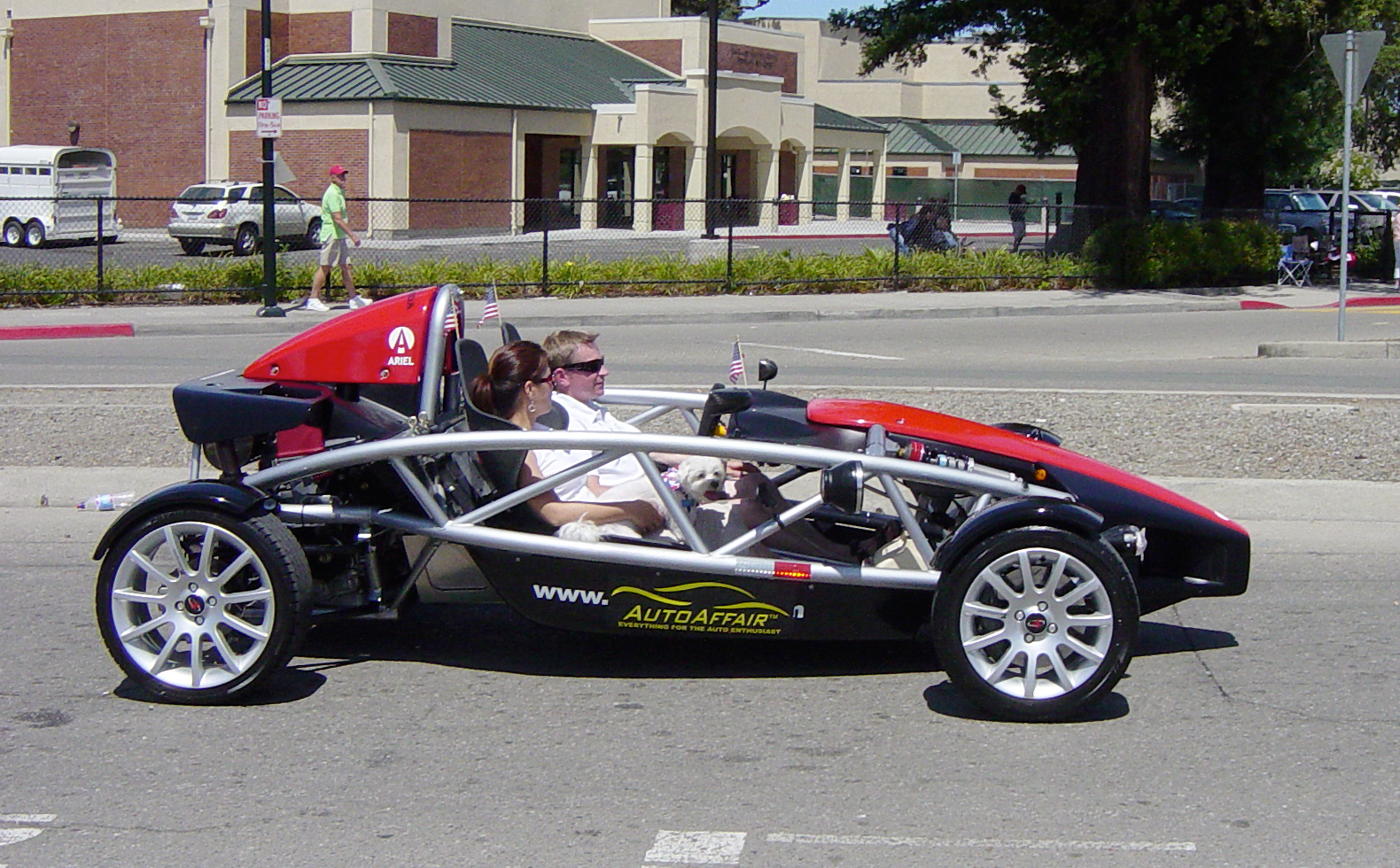
Ariel Atom.
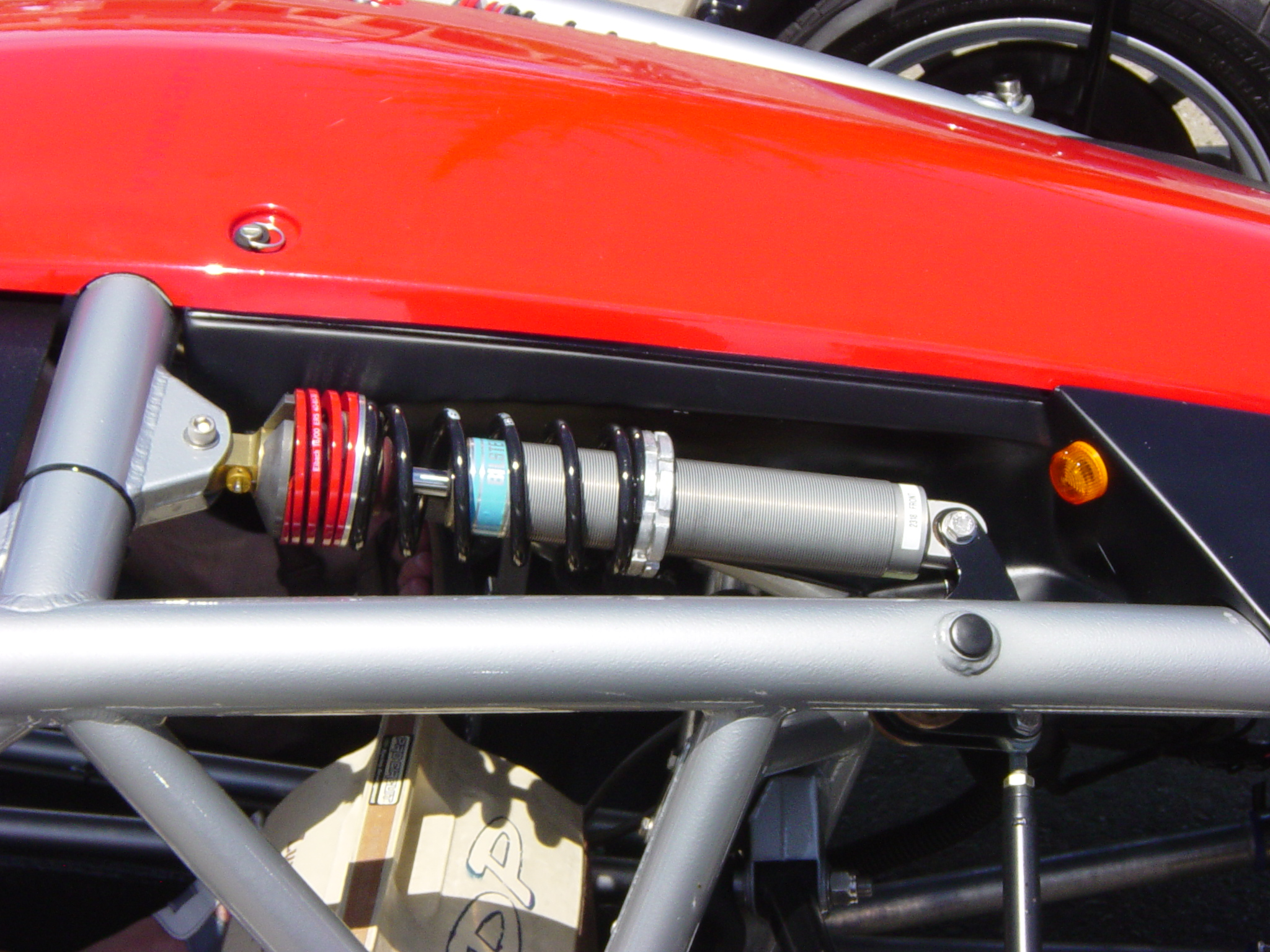
Detalle de la amortiguación frontal.
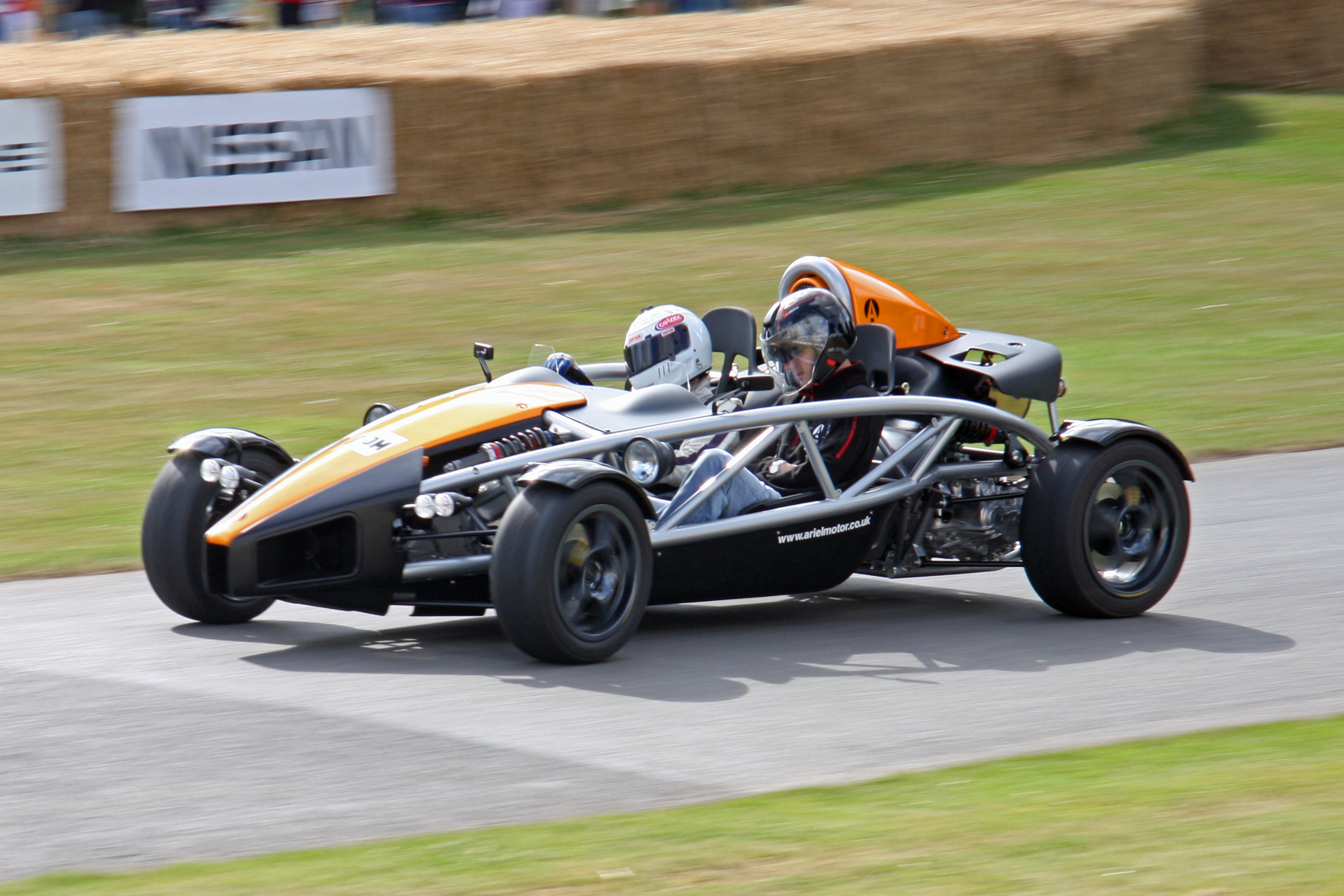
Ariel Atom 3 en circuito (volante a la derecha).

## Ariel Atom 3

### Motor
El Ariel Atom que se comercializa hoy en día está disponible con un motor cedido por Honda, el cual pertenece al Honda Civic Type R, de 4 cilindros de doble árbol de levas con tecnología iVTEC y 2 L de cilindrada desarrollando 245 cv de potencia a 8200 revoluciones y un par máximo de 210 Nm a 6100 revoluciones.  Opcionalmente se ofrece una sobrealimentación de este motor llevándolo hasta los 300 cv de potencia.  Monta una caja de cambios de 6 velocidades en caja de aluminio con embrague hidráulico. 
Recientemente, Ariel ha anunciado que tiene intención de acoplar un motor V8 sobrealimentado de 2.4 L y 500 cv, el mismo motor que monta el Caterham Seven RS.

### Chasis
El Ariel Atom está fabricado sobre un chasis tubular y no monta sobre él carrocería alguna con el objetivo de ahorrar peso.  Monta una barra antivuelco de acero entre los asientos dejando espacio para la toma de aire del motor. La suspensión se deriva de monoplazas siendo totalmente ajustable. Como opción se ofrece entre otros, kits de seguridad como arneses de 5 puntos de anclaje y un completo kit de fibra de carbono así como de paneles laterales y un pequeño parabrisas.

### Frenos
El Ariel Atom cuenta con unos frenos ventilados de 240 mm con pinzas de doble pistón delante y discos macizos de 240 mm detrás, también con pinzas de doble pistón. Opcionalmente cuenta con una mejora, la cual se recomienda, de un sistema de frenado deportivo de discos ventilados de 290 mm delante y detrás.

### Especificaciones
- 0-100 km/h : 2.7 s
- Velocidad máxima: 200 km/h (240 km/h sobrealimentado)
- Potencia : desde 245 cv a 8200 rpm hasta 300 cv
- Par: 210 Nm @ 6100 rpm
- Peso: 456 kg
- Transmisión: Honda de 6 velocidades
- Motor: 2.0 L Honda K20Z, 4 cilindros, i-VTEC
- Constructor: Ariel Motor Company Ltd
- Largo: 3410 mm
- Ancho: 1798 mm
- Alto: 1195 mm
- Diseñador: Nik Smart

## Rendimiento
Para la versión 2 N/A 2006
- 0-60 mph: 3.995 s
- 0-100 mph: 8.563 s
- 1/4 milla: 12.16 s @ 122.0 mph
- Velocidad máxima: 166.58 mph